# Seznam chráněných území v okrese Jablonec nad Nisou
Toto je seznam chráněných území v okrese Jablonec nad Nisou aktuální k roku 2015, ve kterém jsou uvedena chráněná území v oblasti okresu Jablonec nad Nisou.
| Kód  | Obrázek                                                     | Typ  | Název                             | Rozloha (ha) | Galerie Commons                                                                        | Popis území | Souřadnice                       |
| ---- | ----------------------------------------------------------- | ---- | --------------------------------- | ------------ | -------------------------------------------------------------------------------------- | --- | -------------------------------- |
| 922  | Anenské údolí                                               | PP   | Anenské údolí                     | 1,05         | Kategorie „Anenské údolí (natural monument)“ na Wikimedia Commons                      | Bohatá lokalita šafránu bělokvětého | 50°46′22″ s. š., 15°25′27″ v. d. |
| 1760 |                                                             | PR   | Bučiny u Rakous                   | 24,64        | Kategorie „Bučiny u Rakous“ na Wikimedia Commons                                       | Bučina přirozeného charakteru na opukových srázech Jizery, četné skalní útvary a výchozy | 50°37′10″ s. š., 15°11′42″ v. d. |
| 2439 |                                                             | PR   | Bukovec                           | 56,87        | Kategorie „Bukovec (nature reserve, Jablonec nad Nisou District)“ na Wikimedia Commons | Ojedinělá čedičová kupa v Jizerských horách s bohatou květenou | 50°48′52″ s. š., 15°21′29″ v. d. |
| 5782 | Jeden z vodopádů v PP Černá Desná                           | PP   | Černá Desná                       | 2,223        | Kategorie „Černá Desná (natural monument)“ na Wikimedia Commons                        | Údolí horského potoka se soustavou vodopádů, peřejí, skalních ploten a evorzních útvarů - obřích hrnců až kotlů a na tok navazující svahový les charakteru acidofilní bučiny s ohroženými bylinnými druhy | 50°46′37″ s. š., 15°19′9″ v. d.  |
| 2446 |                                                             | PR   | Černá hora                        | 70,73        | Kategorie „Černá hora (nature reserve)“ na Wikimedia Commons                           | Horská smrčina a rašeliniště, tokaniště tetřevů | 50°49′50″ s. š., 15°12′56″ v. d. |
| 2447 |                                                             | PR   | Černá jezírka                     | 57,76        | Kategorie „Černá jezírka“ na Wikimedia Commons                                         | Komplex rašelinišť | 50°50′57″ s. š., 15°18′12″ v. d. |
| 63   | CHKO Český ráj                                              | CHKO | Český ráj                         | 18 152,3     | Kategorie „Český ráj“ na Wikimedia Commons                                             | | 50°37′5″ s. š., 15°12′24″ v. d.  |
| 1564 | Nad vodopádem v závěru PR Jedlový důl                       | PR   | Jedlový důl                       | 12,59        | Kategorie „Jedlový důl“ na Wikimedia Commons                                           | Smíšený porost s jedlí | 50°47′36″ s. š., 15°14′35″ v. d. |
| 2211 | Jindřichovský mokřad                                        | PP   | Jindřichovský mokřad              | 3,95         | Kategorie „Jindřichovský mokřad“ na Wikimedia Commons                                  | Kvalitní mokřad s poměrně zachovalým ekosystémem mokrých luk a s výskytem zvláště chráněných druhů rostlin - prstnatce májového, upolínu evropského a vachty trojlisté                                    | 50°44′48″ s. š., 15°11′55″ v. d. |
| 52   | CHKO Jizerské hory                                          | CHKO | Jizerské hory                     | 35 000       | Kategorie „Jizera Mountains“ na Wikimedia Commons                                      | | 50°49′45″ s. š., 15°11′17″ v. d. |
| 1565 | Jihozápadní část vrchoviště                                 | PR   | Klikvová louka                    | 13,39        | Kategorie „Klikvová louka“ na Wikimedia Commons                                        | Část rozlehlého vrchoviště s fragmentem podmáčených smrčin | 50°48′16″ s. š., 15°8′26″ v. d.  |
| 66   | Sněžka v Krkonošském národním parku                         | NP   | Krkonošský národní park           | 36 300       | Kategorie „Karkonosze National Park“ na Wikimedia Commons                              | | 50°44′10″ s. š., 15°44′25″ v. d. |
| 229  | Šafrány Heuffelovy v PP Lukášov                             | PP   | Lukášov                           | 2,62         | Kategorie „Lukášov (natural monument)“ na Wikimedia Commons                            | Ochrana stanoviště s výskytem chráněného šafránu Heuffelova (Crocus feuffelianus). Jedná se o jedno z nejzápadnějších míst výskytu chráněné rostliny v Evropě.                                            | 50°45′6″ s. š., 15°7′43″ v. d.   |
| 1691 |                                                             | PR   | Malá Strana                       | 28,45        | Kategorie „Malá Strana (nature reserve)“ na Wikimedia Commons                          | Přechodové rašeliniště s velmi cennou květenou, útočiště obojživelníků a ptactva | 50°45′54″ s. š., 15°12′20″ v. d. |
| 5315 | Výhled z vápencového ostrohu v PP Na Vápenici               | PP   | Na Vápenici                       | 7,88         | Kategorie „Na Vápenici“ na Wikimedia Commons                                           | Regionálně významné porosty vápnomilných a květnatých bučin na vápenatém podkladu s výskytem kriticky ohrožené kapradiny hrálovité a stratigraficky významné paleontologické naleziště                    | 50°37′24″ s. š., 15°13′39″ v. d. |
| 276  |                                                             | PR   | Nová louka                        | 31,69        | Kategorie „Nová louka (nature reserve)“ na Wikimedia Commons                           | Ochrana porostů, květeny a krajinných útvarů. | 50°48′57″ s. š., 15°9′41″ v. d.  |
| 2406 |                                                             | PP   | Ondříkovický pseudokrasový systém | 0,86         | Kategorie „Ondříkovický pseudokrasový systém“ na Wikimedia Commons                     | Systém pseudokrasové jeskyně, ponoru a vývěračky v Ondříkovickém propadání - boční ponor, ukončeno mohutným závrtem s dnovým ponorem                                                                      | 50°37′27″ s. š., 15°9′24″ v. d.  |
| 5624 | Lesnatá rokle v PP Podloučky                                | PP   | Podloučky                         | 116,74       | Kategorie „Podloučky (natural monument)“ na Wikimedia Commons                          | Luční společenstva xerotermních trávníků a lesní společenstva zachovalých květnatých a vápnomilných bučin s výskytem zvláště chráněných druhů vyvinutá na geologickém podloží slinitých pískovců.         | 50°36′46″ s. š., 15°12′41″ v. d. |
| 1179 | Přírodní památka Rádlo                                      | PP   | Rádlo                             | 3,24         | Kategorie „Rádlo (natural monument)“ na Wikimedia Commons                              | Mokřadní společenstva | 50°42′25″ s. š., 15°7′18″ v. d.  |
| 365  | Rašeliniště Jizerky                                         | NPR  | Rašeliniště Jizerky               | 112,21       | Kategorie „Rašeliniště Jizerky“ na Wikimedia Commons                                   | Ochrana porostů, květeny, rašelinišť a krajinných útvarů. | 50°49′46″ s. š., 15°19′39″ v. d. |
| 366  | Řeka Jizera nedaleko Kobyłé Łąky, východně od Hojerovy jámy | NPR  | Rašeliniště Jizery                | 202,00       | Kategorie „Rašeliniště Jizery“ na Wikimedia Commons                                    | Ochrana porostů, květeny, rašelinišť a krajinných útvarů. | 50°51′53″ s. š., 15°17′54″ v. d. |
| 378  | Rybí loučky                                                 | PR   | Rybí loučky                       | 21,51        | Kategorie „Rybí loučky“ na Wikimedia Commons                                           | Ochrana porostů, květeny a rašelinišť. | 50°50′45″ s. š., 15°20′31″ v. d. |
| 427  | Suché skály                                                 | NPP  | Suché skály                       | 23,00        | Kategorie „Suché skály“ na Wikimedia Commons                                           | Pískovcový hřeben se smíšenými lesními porosty. | 50°38′7″ s. š., 15°12′49″ v. d.  |
| 6083 | Kvetoucí prstnatce májové v PP Tesařov                      | PP   | Tesařov                           | 2,47         | Kategorie „Tesařov (natural monument)“ na Wikimedia Commons                            | Podmáčené pcháčové a rašelinné louky, jedna z nejbohatších populací ohroženého prstnatce májového na území CHKO Jizerské hory                                                                             | 50°45′30″ s. š., 15°21′34″ v. d. |
| 3388 | Pohled na přírodní památku v zimě 2013/2014                 | PP   | Tichá říčka                       | 3,97         | Kategorie „Tichá říčka (natural monument)“ na Wikimedia Commons                        | Mokré až rašelinné louky, vlhké pcháčové louky, tužebníková lada, smilkové trávníky, lesní rašeliniště; výskyt zvláště chráněných druhů rostlin a živočichů                                               | 50°47′2″ s. š., 15°11′25″ v. d.  |
| 1180 | Zásada pod školou                                           | PP   | Zásada pod školou                 | 2,33         | Kategorie „Zásada pod školou“ na Wikimedia Commons                                     | Prameniště s vlhkomilnými společenstvy (vachta trojlistá) | 50°41′33″ s. š., 15°16′38″ v. d. |